# Mercenarii de pe Rychna
Mercenarii de pe Rychna (1974) (titlu original Les mercenaires de Rychna) este un roman al scriitorului francez Pierre Barbet.  A fost tradus în limba română de  Simona Pelin  și a fost publicat în 2001 la Editura Antet (Colecția Ultra SF). 

## Intriga
Maiorul Dervhax, contactat de un astrot de reputație dubioasă, este de acord să conducă o expediție ilegală trimisă pe planeta Rychna. Misiunea este de a găsi acolo fiica unui pământean bogat dispărută în mod misterios. Dervhax recrutează mercenari și se duce în junglele perfide ale Rychnei în mina în care Daneka a lucrat ca asistentă medicală. Nenumărate obstacole îi blochează drumul: ucigași monstruoși și diini ciudați. Mercenarii rămăși pe Rychna trebuie să se confrunte și cu trădarea lui Von Nagel. 

## Vezi și
- 1974 în literatură